# Малышева, Елена Михайловна
Еле́на Миха́йловна Ма́лышева (род. 23 сентября 1947, город Темиртау, СССР) — российский историк, доктор исторических наук (1993), профессор (1995), действительный член РАЕН, заслуженный деятель науки Республики Адыгея, заслуженный работник высшей школы Российской Федерации.

## Биография
Родилась 23 сентября 1947 года в городе Темиртау Карагандинской области Казахской ССР в семье инженера-металлурга.
В 1963—1965 г. — средняя школа № 2 г. Туапсе. В 1964—1969 г. — Адыгейский государственный педагогический институт.
В 1969—1976 гг. — ответственный работник Адыгейского обкома ВЛКСМ.
В 1976—1979 гг. — Очная аспирантура в Кубанском государственном университете. Кандидатская диссертация «Деятельность партийных организаций Кубани и Ставрополья по укреплению союза рабочего класса и крестьянства в годы Великой Отечественной войны, 1941—1945 гг.» защищена в специализированном совете Кубанского университета в мае 1979 г. Диплом кандидата исторических наук, 25 мая 1979 г, Аттестат доцента, 19 апреля 1982 г.
В 1979—1984 гг. — доцент кафедры истории АГПИ (Майкоп), в 1984—1990 гг. — первый декан факультета истории и советского права АГПИ.
В 1990—1993 гг.- очная докторантура в Московском государственном университете им. М. В. Ломоносова. Докторская диссертация защищена в специализированном совете Московского университета в мае 1993 г. Диплом доктора исторических наук, 15 октября 1993 г. Аттестат профессора, 2 марта 1995 г.
В 1998 г. — с января по август: гость-исследователь по гранту Совета Европы, Шведского Института, профессор, гость-исследователь Стокгольмского университета (Швеция).
С 1993 года — профессор кафедры отечественной истории, историографии, теории и методологии истории Адыгейского государственного университета (г. Майкоп, Республика Адыгея).
Подготовила 4 доктора исторических наук и 14 кандидатов исторических наук.

## Членство в организациях
Член Научного Совета РАН по проблемам военной истории при Президиуме Российской академии наук (2015-2022).
Действительный член Российской академии естественных наук (РАЕН) по секции «Теория и история войны»(1995 г.).
Член ЕВРОПЕЙСКОЙ АССОЦИАЦИИ ЕСТЕСТВЕННЫХ НАУК /:EUROPÄISCHE AKADEMIE DER NATURWISSENSCHAFTEN HANNOVER РЕГ. № 8080 ОТ 17.12.02.
Член Российской ассоциации политических наук (РАПН)- член Комитета по геополитике и безопасности с 2000 г.
Действительный член академии военно-исторических наук (АВИН) 1980 г.
Член Ассоциации историков Второй Мировой войны, 2000 г.
Член-корреспондент Международной Славянской Академии науки и образования (МСА НО); 2004 г.
Член комиссии по помилованию при Главе администрации Республики Адыгея с 2013 г.
Член комиссии по увековечиванию исторических памятников и имён с 2012 г.
Руководитель Адыгейского регионального отделения Академии военно-исторических наук (АВИН).
Член Федеральной лекторской группы Общества «Знание».
Руководитель Майкопской городской организации Общества «ЗНАНИЕ».

## Награды и звания
- Заслуженный деятель науки Республики Адыгея (1995 г.)
- Юбилейная медаль «300 лет Российскому флоту» (Указ Президента Российской Федерации то 7 июля 1996 г.)
- Юбилейная медаль «50 лет Победы в Великой Отечественной войне 1941—1945 гг.»
- Юбилейная медаль «60 лет Победы в Великой Отечественной войне 1941—1945 гг.»
- Юбилейная медаль «65 лет Победы в Великой Отечественной войне 1941—1945 гг.»
- Юбилейная медаль «70 лет Победы в Великой Отечественной войне 1941—1945 гг.»
- Медаль «Вторая мировая война. Союзники Победы (Москва, ИРИ РАН)»
- Юбилейные медали за научно-исследовательскую деятельность «Маршал Советского Союза Жуков»; « 60-лет Сталинградской битвы», 65-лет Сталинградской битвы". Памятные медали «60 лет Курской битвы», «65 лет Курской битвы», «Вечная слава героям»
- Почётная грамота Министерства Просвещения РСФСР и республиканского комитета профсоюзов работников просвещения высшей школы и научных учреждений. 1990 г.
- Диплом международной научной конференции «Россия в Великой Отечественной войне 1941—1945 гг.» Академия военно-исторических наук
- Грамоты Пушкинского (СПб) городского совета «За значительный вклад в военно-историческую науку и активную деятельность по патриотическому воспитанию граждан России» (2005, 2010, 2015)
- Диплом Министерства образования и науки Республики Адыгея «За вклад в реализацию республиканской целевой программы „Патриотическое воспитание жителей Республики Адыгея“. Приказ № 703 от 7.05.2010 г.
- Почётная грамота Академии наук Чеченской Республики „За вклад в исследование истории народов Российской Федерации“» (18.05.2010)
- Почётные грамоты Общества «Знание» России, 2007 г., 2012 г., 2017 г.
- Золотой диплом премии « МАСТЕР ПЕРА» им. Хункаева М. З." ЗА БОЛЬШОЙ ВКЛАД В РАЗВИТИЕ НАУКИ И ОБРАЗОВАНИЕ НА СЕВЕРНОМ КАВКАЗЕ", июнь 2017 г.
- Медаль Адыгейского государственного университета «70 лет АГУ»,

## Научные проекты
- Проект издания монографий по истории Великой Отечественной войны Приняла участие в реализации крупного научного проекта — фундаментальном 12-томном энциклопедическом труде «Великая Отечественная война 1941—1945 годов». В составе авторского коллектива историков США, Франции, Германии и других иностранных государств приняла участие в подготовке 7 тома, является соавтором Х и XII томов этого капитального труда, подготовленного в соответствии с распоряжением Президента Российской Федерации 240 (РП от 5 мая 2008 г.)[1] Министерство Обороны РФ, многих ведомств и учреждений, Высших учебных заведений РФ, а также Республики Беларусь.
- Автор трёх монографий, соавтор восьми коллективных монографий Института российской истории РАН, академии военно-исторических наук (Санкт-Петербург).
- Две коллективные монографии коллектива ИРИ РАН с участием Малышевой Е. М. отмечены номинацией Всероссийского Конкурса на лучшее исследование патриотической направленности: «Патриотизм — духовный стержень народов России». Коллективная монография. М., ИРИ РАН, 2006. 30 п.л.; "Патриотизм — один из решающих факторов безопасности Российского государства. Коллективная монография. М.: Издательский Дом «Экономическая литература», 2006. 20 п.л.
- Приняла участие в Международных конгрессах и симпозиумах в Швеции (Стокгольм, Упсала), Болгарии (София, заочно Велико — Тырново), Латвии (Рига), Литве (Вильнюс), Украины (Киев, Харьков), Белоруссии (Минск, Брест), Москве, Санкт-Петербурге, Волгограде, Саратове, Краснодаре, Адлере, Самаре, Оренбурге, Владикавказе, Махачкале, Нальчике, Пятигорске, Грозном и др.

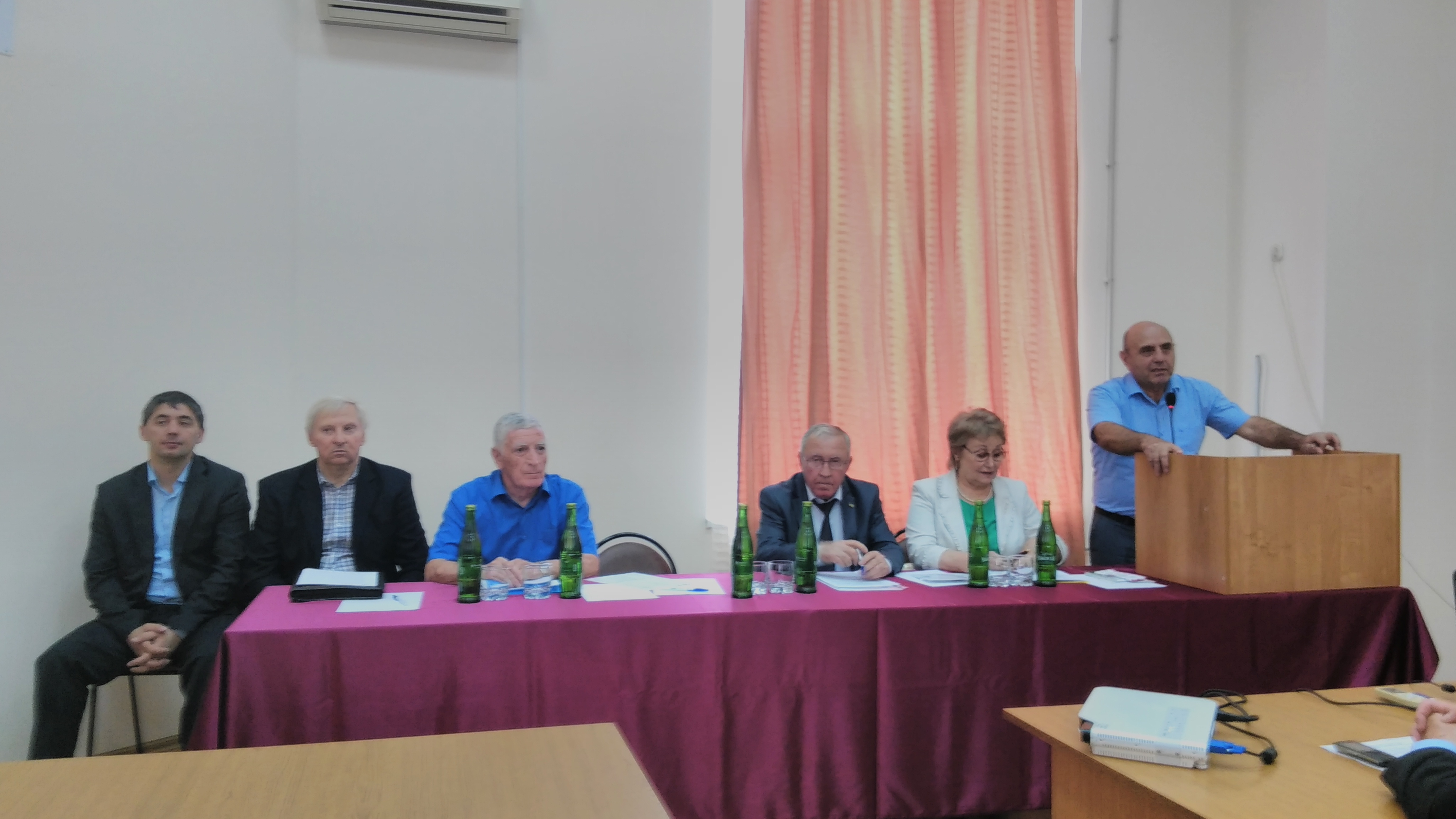
Елена Малышева на конференции в АРИГИ. 2017.

- Участвовала в оргкомитетах Всероссийских, региональных и Международных научных конференций, в организации и проведении круглых столов, брифингов, научно-практических конференций, реализуя положения и установки Государственных программ «Патриотическое воспитание граждан Российской Федерации на 2000—2005 гг., 2006—2010 гг., 2011—2015 годы».

## Научные работы
· Малышева Е. М. Соавтор фундаментального энциклопедического научного труда « Великая Отечественная война 1941—1945 годов» в 12-ти томах Соавтор 7 тома «Экономика и оружие войны» (7 авт. листов), приняла участие в подготовке Х и XII томов. — Москва: Кучково поле, 2011—2015 гг.
· Малышева Е. М. Во имя Отечества. Патриотизм народа в Великой Отечественной войны 1941—1945 гг..Монография / Е. М. Малышева. — Москва: Издательство «ВЕЧЕ», — 492 с.
· Малышева Е. М. Испытание. Социум и власть: проблемы взаимодействия в годы Великой Отечественной войны 1941—1945 гг. Монография / Е. М. Малышева. — Майкоп, 2000. — 25,1 п.л.
· «Вторая мировая война: история и современность» Коллективная монография Академия военно-исторических наук. СПб. 2000. — 302 С.
· «Патриотизм — духовный стержень народов России». Коллективная монография. — М.: ИРИ РАН, 2006. 30 п.л.
· «Патриотизм — один из решающих факторов безопасности Российского государства. Коллективная монография. М.: Издательский Дом „Экономическая литература“, 2006. 20 п.л. (Е. М. Малышева в составе редколлегии): от имени Российской Академии наук, председатель директор ИРИ РАН академик Сахаров Андрей Николаевич, июнь 2007 года
· Малышева Е. М. Патриотизм и коллаборационизм в годы Великой Отечественной войны.//Россия в XX веке. Война 1941—1945 годов. Современные подходы. — Москва. Наука, 2005. 1,5 п.л. С. 305—339
· Женщины в экстремальных условиях: опыт, проблемы, пути решения». Коллективная монография.- Москва, 2006. 26 печ. л.
· «Победа — одна на всех. (Вклад союзных республик СССР в завоевание победы в Великой Отечественной войне 1941 −1945 гг.»). Коллективная монография Члены ред. коллегии Кондакова Н. И., Малышева Е. М., Ларин А. П. и др.- Москва, 2010. — 37 печ. Л. (591 с.) Малышева Е.М −26 с.(227—253)
· Великая Отечественная война: правда и вымысел. Коллективная монография. (Ред. Горелов И. П., Козлов Н. Д., Малышева Е. М., Барышников Н. И., Барышников Н. Н., Гребнев Н. Я. и др.) — Санкт-Петербург, 1998
· Малышева Елена. Болгария в сфере международных отношений в годы Второй мировой войны // България и Балканите в сферата на европейските влияния през XIX—XXI век. Сб. статии Международна научна конференция. В.Търново 11-13 ноември 2011. Велико Търново: Изд-во «ИВИС», 2012. С. 145—157
· Коллективная монография. Вторая мировая война: история и современность. (Ред. Горелов И. П., Козлов Н. Д., Малышева Е. М., Барышников Н. И., Барышников Н. Н. и др.) Санкт-Петербург, 2000
· Малышева Е. М. Нефть Кавказа в стратегических установках третьего рейха: планы и реальность. (С.164 −169). //СССР во второй мировой войне. Третьи Всероссийские историко-краеведческие чтения памяти профессора П. Е. Матвиевского. 26-27 марта 2010 г.:сб. статей /ред.коллегия А. Г. Иванов, Г. В. Серебрянская, Е. М. Малышева ,В. С. Порохня, А. В. Фёдорова; отв. Ред. Р. Р. Хисамутдинова; Мин-во образования и науки Росс. Федерации, Федеральное агентство по образованию, Оренбургский гос. пед ун-т; Мин-во образования Оренб.области. — Оренбург: Изд-во ОГПУ, 2010. −308 с
· Малышева Е. М. РОССИЙСКАЯ НЕФТЬ И НЕФТЯНИКИ В ГОДЫ Великой Отечественной войны//Экономический журнал. 2008. № 4 (14). http://economicarggu.ru/2008_4/10.shtml
· Малышева Е. М. Экономические ресурсы Кавказа в планах Третьего рейха (с. 25-31) // Великая Отечественная — известная и неизвестная: историческая память и современность: материалы Международной научной конференции (Москва-Коломна. 6-8 мая 2015 г.) Отв. ред. Ю. А. Петров; Инст. рос. истории Рос. академии наук; рос.историч. о-во; . Китайской ист. о-во и др. [ИРИ РАН] — М., 2015. — 312 с. 16 л. ил.
· Малышева Е. М. Гитлер не получит нефть Майкопа: крах кавказских планов Гитлера// РРОДИНА. 2010. № 6. https://books.google.ru/books?id (недоступная+ссылка)
· Малышева Е. М. Россия и Германия: плюрализм исторической памяти о Великой Победе // ВИЖ. — 2012. — № 7. — С. 34-38
· Малышева Е. М. Кавказ в мировой геополитике // Российская государственность: от истоков до современности. Сборник статей Международной научной конференции, приуроченной к 150-летию российской государственности (Самара, 13-15 сентября 2012 г.). — Самара: Издательство Самарского научного центра РАН, 2012
· Малышева Е. М. Стратегические цели Германии в СССР: план «Ольденбург» // Подвиг советского народа в Великой Отечественной войне 1941—1945 гг.: материалы международной научно-практической конференции, посвящённой 70-летию Победы советского народа в Великой Отечественной войне / под общей редакцией В. А. Лабузова. — Оренбург: Издательский центр ОГАУ, 2015. — С. 262—266
· «Великая Отечественная война 1941—1945». В 12-ти томах. Малышева Е. М.один из авторов 7 тома, приняла участие в 10 и 12 тт. /7 том «Экономика и оружие войны» (7 авт. листов), 10 том «Государство. Общество и война»; 12 том « Итоги и уроки войны». — М.: Кучково поле. 2011—2015 гг. //Формат: PDF. Общий объём: 542мб. Стр.: 10496.
· Малышева Е. М. Кавказ в геополитике Германии: планы нацистов по покорению горских народов и исторические реалии // Народы Чеченской Республики в Великой Отечественной
войне 1941—1945 годов: Мат. Всерос.научн-практ.конф. 65 лет Победы в Великой Отечественной войне 1941—1945 гг. Грозный, 18 −19 мая 2010 г.- Грозный: Изд-во АН ЧР, 2010. С. 567—574
· Малышева Е. М. Идеологический инструментарий «истребительной войны на Востоке»: свидетельствуют документы третьего рейха//Геополитика, Международные отношения, государственная безопасность. Сб.ст. Межд.научн-практ.конф."Фундаментальные проблемы геополитики, геоэкономики и международных отношений. Продвижение НАТО и Евросоюза на Восток — проблемы безопасности стран СНГ, Европы и Азии". 23-24 марта 2011 г. Санкт-Петербург. Академия стратегических исследований, Академия геополитических наук.2011.С.184- 192
· Малышева Е. М. Идеологическое противостояние СССР и нацистской Германии в 1941—1945 гг.: воспитание ненависти к врагу // Вестник архивиста. — 2015. — № 2. С. 147—168
· Малышева Е. М. Социальная консолидация на пути к Победе // 70-летие Великой Победы: исторический опыт и проблемы современности. Девятые уральские военно-исторические чтения. Сборник научных статей. Часть I. — Екатеринбург: Банк культурной информации, 2015. — С. 41-46
· Малышева Е. М. Идентичность, духовный потенциал советского общества и формирование памяти о Великой Отечественной войне: диалог прошлого с настоящим // Вестник Адыгейского государственного университета. Серия 1: Регионоведение: философия, история, социология, юриспруденция, политология, культурология. — 2012. — № 2. — С. 25-33
· Малышева Е. М. Проекты идеологов нацизма по использованию экономического потенциала оккупированных территорий СССР и Северного Кавказа: документы свидетельствуют // Проблемы изучения военной истории: матер. Второй Всерос. науч. конф., Самара 15-16 апреля 2010 г. — Самара: ПГСГА, 2012. — С. 149—155
· Малышева Е. М. Патриотизм и память о войне как аксиологическая основа интегрирующих ценностей возрождения России // Патриотизм как идеология возрождения России. Сб. ст. и докл. / отв. ред. Т. С. Гузенкова. — М.: Российский институт стратегических исследований (ИСИ), 2014. — С. 89-105
· Малышева Е. М. Восточная политика нацистской германии на оккупированной территории СССР: идеология и «практика». Кавказский эксперимент // Мир глазами историка: памяти академика Ю. А. Полякова. — М.: ИРИ РАН, 2014. — С 421—436
· Малышева Е. М., Гаража Н. А. Некоторые социально-экономические последствия оккупации Краснодарского края и их личностное переживание населением. 1943—1945 гг. // «Белые пятна» российской и мировой истории. — 2014. — № 1-2. — С. 56-69
· Малышева Е. М. Идеологический инструментарий «истребительной войны на Востоке»: свидетельствуют документы третьего рейха // Геополитика, Международные отношения, государственная безопасность. Сб.ст. Межд. научн-практ. конф. «Фундаментальные проблемы геополитики, геоэкономики и международных отношений. Продвижение НАТО и Евросоюза на Восток — проблемы безопасности стран СНГ, Европы и Азии». 23-24 марта 2011 г. — СПб.: Академия стратегических исследований, Академия геополитических наук, 2011. — С. 184—192
· Малышева Е. М. Образ врага в нацистской пропаганде Третьего рейха 30-х годов // И помнит мир спасенный. Мат. Всерос.научн.-практ.конф. «Боевые подвиги защитников Отечества и их роль в патриотическом воспитании подрастающего поколения», 18 февраля 2011 г. Санкт-Петербург, Академия военно-исторических наук. — СПб.: ООО «Павел» ВОГ, 2011. — С. 466—475
· Малышева Е. М. Мобилизационные технологии организации государственного управления в годы Великой Отечественной войны // Россия в Отечественных войнах. Четвёртые Всероссийские историко-краеведческие чтения памяти профессора П. Е. Матвиевского. 5-6 апреля 2012 г.: сб.статей / ред.колл.: В. Я. Ефремов, А. Г. Иванова, Е. М. Малышева; отв. ред. Р. Р. Хисамутдинова. Минобрнауки РФ. — Оренбург: ОГПУ, 2012. — С. 180—186
· Малышева Е. М. Абвер и «пятая колонна»: разведывательно-диверсионная деятельность против СССР на Северном Кавказе // Разведка в системе национальной безопасности России: история и современность. Седьмые уральские военно-исторические чтения, посвященные 100-летию Николая Ивановича Кузнецова. — Екатеринбург, 2011. — С. 97-105
· Малышева Е. М. Планы нацистской Германии в СССР // Патриотическое значение полного освобождения Ленинграда от вражеской блокады. Сборник мат. конф. (К 70-летию полного освобождения от вражеской блокады). — Санкт-Петербург — Пушкин, 2014. — С. 190—198
· Малышева Е. М. Война в исторической памяти Германии и России: основные тенденции и подходы // Битвы и сражения, изменившие ход Великой Отечественной войны. Сборник материалов военно-исторической конференции (г. Москва, 19 ноября 2013 г.). — М.: Кучково поле, 2014. — С. 91-106
· Малышева Е. М. "Сталинградская битва. Июль 1942-февраль 1943: (Энциклопедия — коллективная монография))// под. Ред. М. М. Загорулько; Адм. Волг. Обл., Волг.гос. ун-т. Ин-т воен. истории Мин. Обор. РФ, ФГУК "Государственный историко-мемориальный музей-заповедник «Сталинградская битва».-3-е изд., исправл. и доп. — Волгоград: Издатель, 2013. — 100 печ. л. (авторские 4, 5 печ. л.)
· Малышева Е. М. Оккупация и коллаборационизм в СССР, 1941—1945 гг.: дискуссионные вопросы историографии // История Великой Отечественной войны 1941—1945 гг.: Пределы и возможности современных интерпретаций ключевых проблем: Сб.науч. ст. / Сост. А. А. Киличенков. — М.: РГГУ, 2015. — С. 253—266
· Малышева Е. М. «„Всё для фронта! Всё для победы!“: мобилизация ресурсов СССР в годы Великой Отечественной войны // „Сохранение исторической памяти о Великой Отечественной войне: проблемы и решения“. Материалы Всероссийской научно-практической конференции, посвященной 70-летию Победы в Великой Отечественной войне (1941—1945 гг.). — Нижний Новгород: НГАСУ, 2015
· Малышева Е. М. Роль патриотизма в национальном возрождении России: история и современные реалии. //Великая Отечественная война в контексте истории XX века. Материалы международной научно- практической конференции. — Адлер, 2005.0,5 п.л.
· Малышева Е. М. Патриотизм и коллаборационизм в годы Великой Отечественной войны.//Россия в XX веке. Война 1941—1945 годов. Современные подходы. — Москва. Наука, 2005.1,5 п.л. с.305- 339
· Малышева Е. М.. Основные направления новейшей историографии в Великой Отечественной войне // Материалы Северокавказского регионального симпозиума кавказоведов. — Ростов-на-Дону, 2000
· Малышева Е. М. Попытка реализации „восточной политики“ нацистской Германии на оккупированной территории ССС.//Великая Победа. Итоги и уроки. (К 60-летию Победы Советского народа в Великой Отечественной войне 1941—1945). Коллективная монография.- Санкт-Петербург, Пушкин, 2006
· Малышева Е. М. Судьба экономической программы Германии на оккупированной территории Северного Кавказа // История. Этнология. Археология. Информационно-аналитический вестник.- Майкоп. АРИГИ. Отдел истории. 2000. 1 п.л.
· Малышева Е. М. Геополитические аспекты российской исторической демографии // Вестник АГУ. № 4. Майкоп, 2000. 1 п.л.
· Малышева Е. М. Россия и Кавказ: общие проблемы геополитики и демографии. // Жизнь национальностей. — М., Министерство национальной политики РФ. 2000. — 0,5 п.л.
· Малышева Е. М. Проблемы истории Великой Отечественной войны в воспитании гражданственности и патриотизма современной молодежи // Формирование патриотизма у учащейся молодежи в процессе преподавания гуманитарных дисциплин. — Санкт-Петербург, Пушкин. 2001. 1 п.л.
· Малышева Е. М. Германский нацизм: идеология и практика геноцида // Память. Т.II.- Майкоп, 2000. 3 п.л.
· Малышева Е. М. Вклад народов Северного Кавказа в Победу. // „Народы Кавказа на защите Родины“. — Махачкала, 2006. 1,6 п.л.
· Женщины в экстремальных условиях: опыт, проблемы, пути решения». Коллективная монография.- Москва, 2006. 26 печ. л.
· Малышева Е. М. НКВД-НКГБ в государственной системе СССР в военные годы (1941—1945 гг.).//Государственно-правовая система России: история и современность. //Материалы Всероссийской научно-практической конференции. 2 ноября 2006. г. Майкоп.- Майкоп, 2006.с.136-142
· Малышева Е. М. Открытое для преступлений пространство: оценка германского нацизма немецкими историками. //Сборник « Беларусь в годы Великой Отечественной войны: уроки и современность». Материалы международной научной конференции.- Минск: Институт Истории НАН Беларуси, 2004 г. 1 п.л. Стр. 137—145
· Малышева Е. М. //Национальная политика немцев на Северном Кавказе(1942—1943 гг.). Материалы международной конференции " Сталинград: чему русские и немцы научились за 60 лет. Труды Волгоград. Центра Германских исследований. Вып.3, Волгоград, 2004. 0,8 п.л.
· Малышева Е. М. Война в исторической памяти: дискуссионные проблемы.//Судьба на фоне времени. Сборник статей, посвященных 70-летию со дня рождения А. С. Схакумидова. Майкоп; Изд-во АГУ, 2004 г.1,5 п.л.
· Малышева Е. М. Проблемы демографии и миграционной политики как геополитический фактор национальной государственной безопасности России. Материалы межрегиональной конференции «Принципы толерантности в российском обществе: проблемы формирования и реализации» Саратов, 2004 г. 1 п.л.
· Малышева Е. М. Органы НКВД и КГБ в политической системе СССР в годы Великой Отечественной войны.//Вестник АГУ.№ 1 (20) , — Майкоп. 2006, с.38-46
· Малышева Е. М. Геополитическое положение Северо-Кавказского региона России: реальные вызовы национальной государственной безопасности России. Патриотизм — один из решающих факторов безопасности страны. — М., ИРИ РАН , 2004 г. 1,5 п.л.
· Малышева Е. М. Проблемы патриотизма и коллаборационизма в 1941—1945 гг. (По материалам Северо-Кавказского региона). Патриотизм — духовный стержень народов России. М..ИРИ РАН,2004.1,5 п.л.
· Малышева Е. М. Северный Кавказ начала XXI века в геополитическом измерении.//Кавказ, ЕС и Россия: Проблемы стабильности. — М., Центр стратегических и политических исследований. Фонд Розы Люксембург.2004. 1 п.л. С. 27-41
· Малышева Е. М. Опыт изучения преподавания истории Второй мировой войны в учебных заведениях Германии.//Великая Отечественная война 1941—1945 гг.: опыт изучения, преподавания. Материалы межвузовской международной конференции, посвященной 60-летию Победы в Великой Отечественной войне. 17 мая 2005 г. Москва, Российский государственный гуманитарный университет, 2005 год.0,8 п.л. С. 341—348
· Малышева Е. М. Власть и общество в годы войны: издержки национальной государственной политики.//Вестник Костромского государственного университета им. Н. А. Некрасова. Серия Исторические науки. Волжский рубеж. Научно- публицистический журнал.- Кострома, 2005.1 п. л. С. 55-66
· Малышева Е. М. Народы Кавказа в представлениях немцев и «Восточная политика» нацистской Германии на оккупированной территории СССР в годы Великой Отечественной войны. — Майкоп, 2005 г. 1,0 п.л.
· Малышева Е. М. Советские коллаборационисты в годы Великой Отечественной войны. Политические репрессии 30-40-х гг. в СССР. — Краснодар, 2005 г. 1,0 п. л.
· Малышева Е. М. Народы Кавказа в представлениях немцев и «восточная политика» нацистской Германии на оккупированной территории СССР.//Исторические источники Евроазиатских и Североафриканских цивилизаций. Материалы VI Международной конференции РАН, РГГУ, АГУ, Института Востоковедения. — М., 2005.1,0 п. л.
· Малышева Е. М. Германская историография Второй мировой войны.// Горьковская область в годы Великой Отечественной войны 1941—1945 годы: история и современность. Материалы межрегиональной научно- практической конференции, посвященной 60-летию Победы в Великой Отечественной войне. Часть 1. 6-7 апреля 2005 года.1, 0 п.л.24 стр.
· Малышева Е. М. Мировые войны и локальные военные конфликты в истории.//Вестник АГУ, г. Майкоп, 2005, № 1(16).1,5 п.л. С.66- 75
· Малышева Е. М. Экономика юга России в 1941—1945 гг.//Научная мысль Кавказа. Северокавказский Центр высшей школы, Ростов — на — Дону, 2005, № 2-3. 1 п. л. С.27
· Малышева Е. М. Проблемы преодоления нацистского прошлого в общественном сознании современной Германии.//Сборник АРИГИ, — Майкоп 1 п.л.
· Малышева Е. М. Война и демография. //Краснодар, 1999. 1,5 печ.л.
· Малышева Е. М. Опыт деятельности религиозных и общественных организаций по охране окружающей среды в экстремальных условиях // Экология и религия.- М. Российская Академия управления. Ч.2. М. 1994. 1 п.л.
· Малышева Е. М. Политика безопасности Швеции в годы второй мировой войны и её оценка в Шведской историографии.// Вторая мировая война: история и современность. Сб. статей. — Санкт-Петербург, 1999
· Малышева Е. М. Очень темная глава? Политические беженцы на Севере Европы в годы II мировой войны.// Вестник АГУ. — Майкоп. 1999. 0,8 п.л.
· Малышева Е. М. Опыт деятельности религиозных и общественных организаций по охране окружающей среды в экстремальных условиях // Экология и религия. М. Российская Академия управления. Ч.2. М. 1994. 1 п.л.
· Малышева Е. М. Геополитические проблемы России: некоторые аспекты. //Труды Международной научной конференции «Научный потенциал Отечественной географии». Майкоп. 1999. 0,8 п.л.
· Малышева Е. М. Геополитические аспекты Российской исторической демографии // Вестник АГУ. Майкоп 2000.1,0 п.л.
· Малышева Е. М. Северный Кавказ накануне и в годы Великой Отечественной войны (социальный аспект). Великая победа. 55 лет. Итоги и уроки. Санкт-Петербург. 2000. 0,1 п.л.
· Малышева Е. М. Опыт деятельности религиозных и общественных организаций по охране окружающей среды в экстремальных условиях // Экология и религия. М. Российская Академия управления. Ч.2. М. 1994.1 п.л.
· Малышева Е. М. Попытка реализации «восточной политики» нацистской Германии на территории оккупированной СССР//Великая Победа. Итоги и уроки. К 60-летию Победы Советского народа в Великой Отечественной войны в 1941—1945 гг. Материалы научно-практических конференций, посвящённых 60-летию Победы Советского народа в Великой Отечественной войне 1941—1945 гг.), 23-24 апреля 2005, 16 сентября 2005 г.- Санкт-Петербург, 2006, С. 228—243
· Малышева Е. М. НКВД-НКГБ в государственной системе СССР в военные годы (1941—1945 гг.).//Государственно-правовая система России: история и современность. Материалы Всероссийской научно-практической конференции. 2 ноября 2006. г. Майкоп.- Майкоп, 2006. 1, 2 печ.л.
· Малышева Е. М. Органы НКВД и КГБ в политической системе СССР в годы Великой Отечественной войны.//Вестник АГУ.№ 1 (20) , — Майкоп. 2006, с.38-46
· Малышева Е. М. Диалектика социальной структуры советского общества накануне Великой Отечественной войны. Социально-демографическая трансформация рабочего класса Северо-Кавказского региона // Экономическая история России: проблемы, поиски, решения: ежегодник / под ред. д-ра экон. наук, проф. М. М. Загорулько; ВЭО России, ВолГУ, НИИ ПЭИР XX в. ВолГУ; редкол.: М. М. Загорулько (гл. ред.) [и др.]. — Вып. 8. — Волгоград: Изд-во ВолГУ, 2006. С. 275—285.